# Mobylette
Mobylette là một kiểu xe đạp gắn máy do công ty Motobécane của Pháp sản xuất.
Xe Mobylette xuất hiện trên thị trường bắt đàu từ năm 1949 và được sản xuất tới tận năm 1997 với số lượng vượt quá 14 triệu đơn vị. Thập niên 1970 là thời kỳ đạt số lượng xe cao nhất, tính bình quân là khoảng 750,000 chiếc/năm.

## Dây curoa
Mobylette là chiếc xe 50cc được thiết kế rất tao nhã ngay từ những năm đầu tiên. Dưới đây là những loại dây curoa có sẵn có thể lắp được vào chiếc Mobylette. 
- Goodyear 17321
- Gates AX30
- Gates A30
- Napa 4l320
- Dayco 17320

Tại Ấn Độ phiên bản đầu tiên của Mobylette được sản xuất theo giấy phép bởi Mopeds India Ltd từ năm 1965 đến cuối những năm 80 dưới cái tên Suvega. Họ cũng có một nhà máy hỗ trợ đội đua rất thành công trong những cuộc đua hàng năm tại Sholavaram ở hạng 50cc.

## Links
- Complete info at Mopedwiki
- Motobecane spark and timing
- More Info on Motobecane line